# Chions
Chions é uma comuna italiana da região do Friuli-Venezia Giulia, província de Pordenone, com cerca de 4.522 habitantes. Estende-se por uma área de 33 km², tendo uma densidade populacional de 137 hab/km². Faz fronteira com Azzano Decimo, Cinto Caomaggiore (VE), Fiume Veneto, Pramaggiore (VE), Pravisdomini, San Vito al Tagliamento, Sesto al Reghena.

## Demografia
| Variação demográfica do município entre 1861 e 2011                               |
|                                                                                   |
| Fonte: Istituto Nazionale di Statistica (ISTAT) - Elaboração gráfica da Wikipedia |